# Narsimhapur
Narsimhapur é uma cidade e um município no distrito de Narsimhapur, no estado indiano de Madhya Pradesh.

## Geografia
Narsimhapur está localizada a 22° 57′ N, 79° 12′ L. Tem uma altitude média de 347 metros (1 138 pés).

## Demografia
Segundo o censo de 2001, Narsimhapur tinha uma população de 46 120 habitantes. Os indivíduos do sexo masculino constituem 52% da população e os do sexo feminino 48%. Narsimhapur tem uma taxa de literacia de 77%, superior à média nacional de 59,5%: a literacia no sexo masculino é de 82% e no sexo feminino é de 72%. Em Narsimhapur, 12% da população está abaixo dos 6 anos de idade.